# Adasiyyah

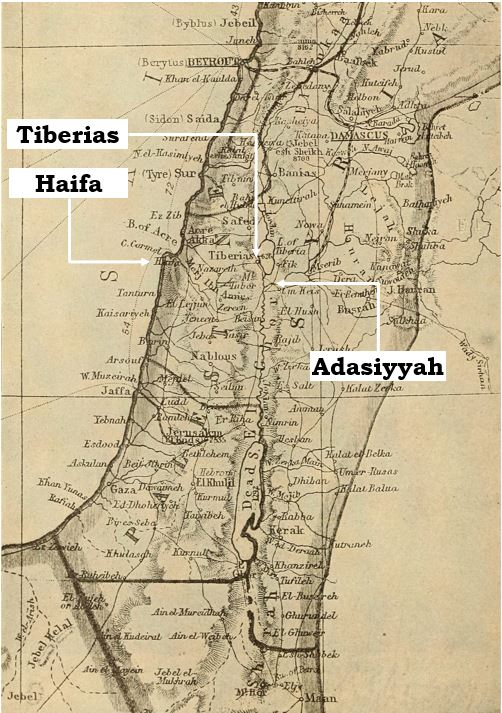
Lage von Adasiyyah im Heiligen Land

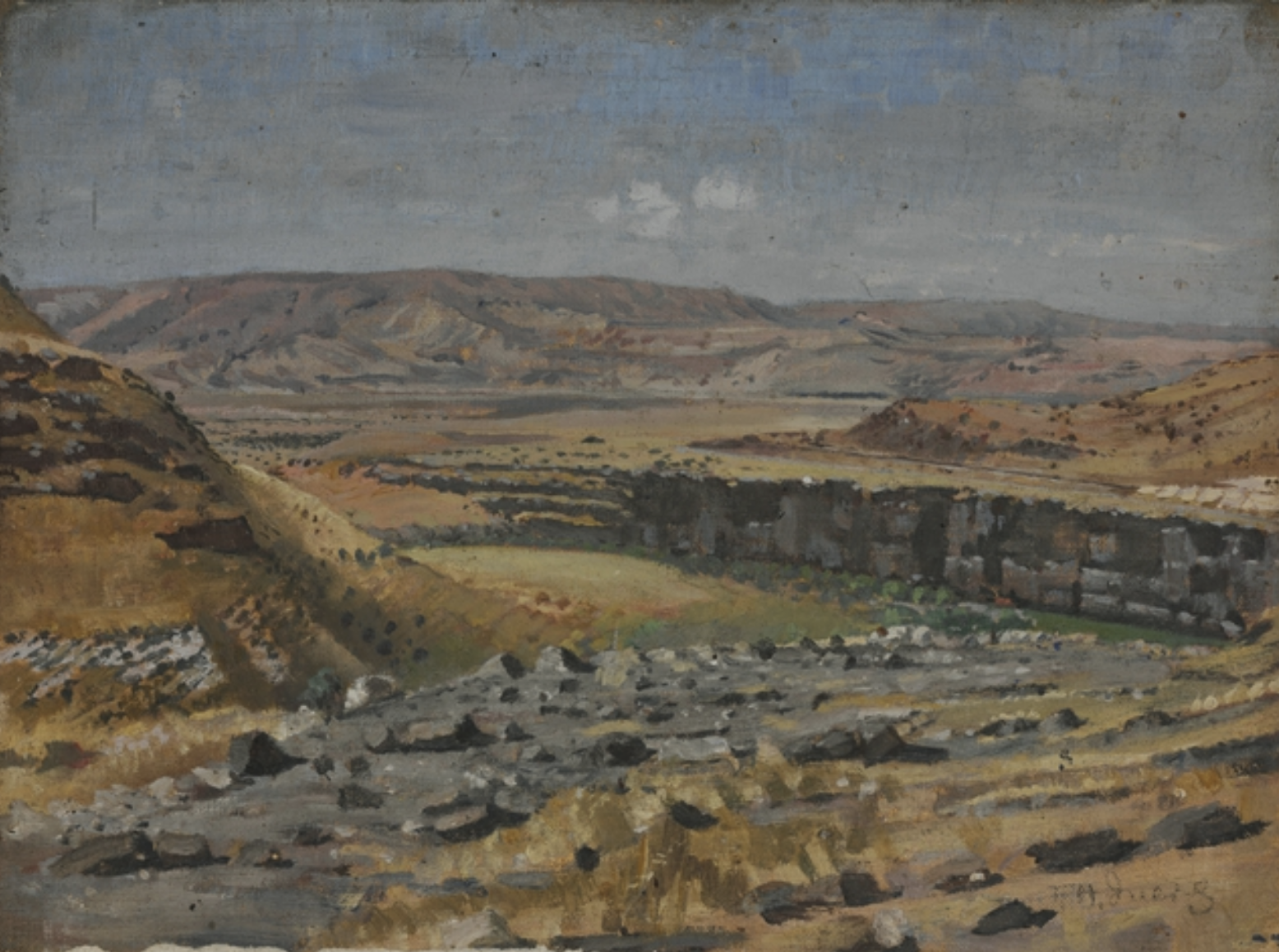
Blick auf das Yarmuk-Tal, 1919, Öl auf Leinwand, T.H. Ivers

Adasiyyah (arabisch العدسية, DMG al-ʿAdasiyya) ein kleines Dorf an der jordanisch-israelischen Grenze, gilt in der Bahai-Weltgemeinde als eine wegweisende Innovationsinitiative die simultan ökologische, wirtschaftliche und sozialer Transformation erfolgreich realisierte. Zu Beginn des 20. Jahrhunderts verwandelten dort ansässige Bahá’í-Bauern zusammen mit lokalen Mitarbeitenden karges Brachland in blühende Agrarflächen. Unter der Leitung von Abdu'l-Baha, dem damaligen Oberhaupt der Bahá'í-Gemeinde, führten sie fortschrittliche Anbau- und Bewässerungsmethoden sowie ein faires Entlohnungssystem ein, das die Produktivität deutlich erhöhte und während des Ersten Weltkriegs eine Hungersnot in Nordpalästina abwendete. Nach dem Zweiten Weltkrieg wurde Adasiyyah zum Modell für nachhaltige Landwirtschaft und zog internationale Besuchende an. Bedingt durch die arabisch-israelischen Konflikte konnte das Projekt aber nicht fortgeführt werden und geriet in Vergessenheit.

## Ausgangslage und Zielsetzung der Initiative
Mit einer Bevölkerungszahl von ca. 3200 liegt Adasiyyah im Gouvernement Irbid im heutigen Jordanien, etwa 3 km Luftlinie von der Grenze zu Israel, im Yarmuk-Tal, südöstlich vom See Genezareth und südlich des Flusses Yarmuk am nördlichen Ende des Jordan. Unter osmanischer Herrschaft wurde die Region von korrupten autokratischen Gouverneuren ausgebeutet, wodurch die Landwirtschaft verfiel, begleitet von Raubzügen durch Einwohner aus der Umgebung. Wie vielerorts im Nahen Osten [Quelle] waren die Arbeitsbedingungen der Bauern ausbeuterisch und erbärmlich. So mussten die Bauern in Adasiyyah, damals Teil des osmanischen Reiches, bis zu 90 % ihrer Erträge an die Grundbesitzer abgeben und das Land verkam zu Brachland [Quelle]. Neben drückender Sommerhitze war Malaria ein Problem. Auch wenn sie erfahrene Landwirte waren, waren die Baháí-Bauern mit den klimatischen Besonderheiten in der Gegend nicht vertraut. Sie waren auf Bitten Abdu’l-Bahas von Zentraliran dorthin ausgewandert, um vor Ort unter seiner Führung mit Einheimischen zusammenzuarbeiten. Unter dieser arabischen und Beduinen-Bevölkerung waren sie Fremdlinge und als Perser keine osmanischen Staatsbürger. Gleichzeitig waren die osmanischen Behörden erpicht darauf, sie für den Kriegseinsatz zu rekrutieren, was Abdu'l-Bahá mit erheblichem, persönlichen Aufwand abwandte. All das war eine erhebliche Belastung für das Team, was Abdu’l-Bahá in einem Gebet, das er für sie offenbart hatte, als „endlose Prüfungen“ bezeichnet und Gott um Unterstützung bittet, dass das Team standhaft bleiben und seine Einheit bewahren möge.
Unter diesen schwierigen Ausgangsbedingungen hatte die Initiative das Ziel, die lokale Wirtschaft zu fördern, Nahrungsmittelsicherheit zu gewährleisten und die moralische sowie fachliche Entwicklung der Bewohner zu unterstützen. Dabei setzte sie auf Selbstorganisation und Eigenverantwortung und ganz besonders auf eigenständiges Handeln. Abdu'l-Bahá verfolgte drei integrierte Ziele, die neben Ökologie und Ökonomie den gesamten Menschen umfassten:
- Sicherung der materiellen Eigenständigkeit der Bauern.
- Förderung ihrer geistigen Fähigkeiten (u. a. Toleranz, Kreativität, Solidarität).
- Steigerung des Wohlstands für alle Beteiligten und ihre Umgebung.

Die Initiative wurde zu Beginn unter der Führung von Abdu'l-Baha durchgeführt, der das Team zunehmend von seiner Person unabhängig machte.

## Vorgehen
Kurz zusammengefasst begann Adasiyyah als eine schlanke Initiative mit einer geringen Anfangsinvestition als Zündimpuls. Man fing mit Grundnahrungsmitteln an und baute gleichzeitig Beziehungen zu Nachbargemeinschaften auf. Im weiteren Verlauf bauten die Bauern ihr Portfolio aus, indem sie von resilienten Grundnahrungsmitteln zu höherwertigen Produkten wie Obst und Gemüse diversifizierten, die mehr Bewässerung benötigten. Parallel dazu wurde die Infrastruktur, insbesondere die Bewässerungssysteme, ausgebaut und mit überregionalem Vertrieb begonnen. Gleichzeitig förderten sie die Gemeinschaftsentwicklung durch eine Kultur der Beratung, Gewinnbeteiligung und systematische Bildungsmaßnahmen, um das Leben der Gemeindemitglieder nachhaltig zu verbessern.
Anhand der Literatur über Adasiyyah, die vor dem Hintergrund der Suche nach Lösungen zur Sicherstellung der Nahrungsmittelsicherheit (Klimaverschiebung) immer weiter zunimmt, lassen sich folgende wesentliche Schritte des Wachstums zusammenfassen:

### Schlanker Beginn
Am Anfang arbeiteten die Bauern händisch mit einfachen Werkzeugen. Sie konzentrierten sich auf Grundnahrungsmittel wie Weizen und Gerste. Allmählich steigerten sie ihre Produktivität und konnten Pflüge und Zugtiere einführen. Nach dem Ersten Weltkrieg verhinderte die Gemeinschaft eine Hungersnot, indem sie Getreide von anderen Bauern kauften und es unter den Einheimischen verteilten. Diese Maßnahmen machten Adasiyyah zu einem Vorbild für die landwirtschaftliche Entwicklung.
Dadurch und durch das Schließen von Freundschaften mit den Beduinen in der Umgebung gelang es, die Raubzüge gegen sie zu beenden. Später wurde die Produktion um Auberginen, Kichererbsen, Linsen und verschiedene Gemüsesorten erweitert. Da Obst ergiebiger war und höhere Preise erzielte, ermutigte Abdu’l-Bahá den Anbau von Tafeltrauben, Orangen, Mandarinen, Grapefruits, Bananen und Limetten.

### Diversifikation des Angebots, Ausbau Infrastruktur, Steigerung Umsatz und Gewinn
Ausgehend von diesen Grundnahrungsmitteln erweiterte man die Produktion um resiliente, höherwertige Pflanzen wie Auberginen, später Gersten, Kichererbsen etc., die auf den lokalen Märkten in der Umgebung verkauft wurden. Dazu kam später Obst, da dies höhere Preise erzielte, und sie bauten Zitronen, Tafeltrauben, Orangen, Grapefruit und so weiter an. Ergänzend dazu führten sie die passende Fruchtfolge für die Gegend ein.
Um die Produktion weiter auszubauen, stellten sie die in der Gegend übliche Reihen- auf Beckenbewässerung um. Dies verhinderte die Verdunstung des Wassers vor dem Versickern. Später bauten sie einen Damm über einen Teil des Flusses Jarmo und richteten Bewässerungskanäle ein. Malaria bekämpften sie mit Eukalyptus, der moderndes Wasser absorbiert und damit den Malariamoskitos die Lebensgrundlage entzieht.
So wurden die Bauern autark bezüglich des Nahrungsmittelbedarfs und konnten ihre Erzeugnisse in den weiter umliegenden Städten verkaufen, ihren Materialbedarf abdecken und damit einen Beitrag zur regionalen Wirtschaftsentwicklung leisten.

### Entwicklung der Fähigkeiten der Menschen und Gemeinschaft
Die Einführung dieser in der Gegend neuen landwirtschaftlichen und ökologischen Techniken verstärkte Abdu’lBahá durch einige soziale Innovationen. Sicherlich ist das Herausragendste dabei die Einführung eines Entlohnungssystems, das den Bauern ermöglichte, materiell unabhängig zu werden und ihre moralische Entwicklung förderte: Abdu’l-Bahá gehörte das Land, die Bauern aber planten und führten selbstständig die Arbeiten durch und stellten die Ressourcen (Saatgut, Wasser, Arbeitskräfte). Dabei mussten sie anfangs ein Drittel ihrer Erträge an Abdu’l-Bahá abführen, der später seinen Anteil auf 20 % reduzierte. Dies war radikal anders als das, was im osmanischen Reich üblich war und widersprach den dortigen unmenschlichen Arbeitsbedingungen für Bauern.

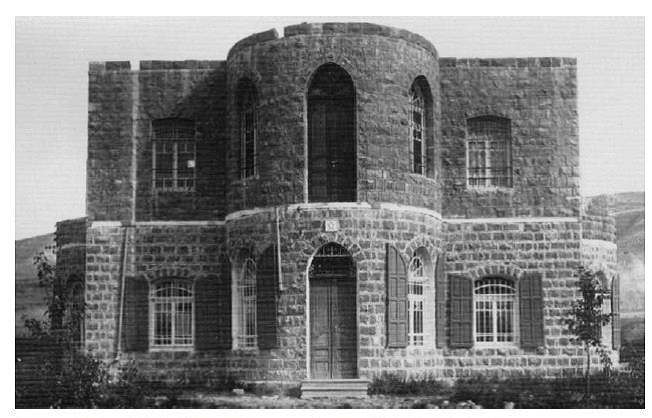
Gemeindezentrum von Adasiyyah

Darüber hinaus führte Abdu’l-Bahá eine Kultur der Beratung und gemeinschaftlichen Entscheidungsfindung ein, um die Gruppe von sich unabhängig zu machen. Nach einiger Zeit legte er den Menschen nahe, ihre Probleme ohne ihn in Beratung zu lösen. So konnte 1924 in einer gleichen, demokratischen Wahl der erste Geistige Rat als Organ der Selbstverwaltung gewählt und eingerichtet werden. Dieser setzte einen Landwirtschaftsausschuss ein, der ökologische Fragen von allgemeiner Bedeutung beriet und entschied.
Die demokratische Wahl des geistigen Rates ist durchaus mit einer deutschen wilden Wahl vergleichbar, bei der es keine Kandidatur gibt, sondern die Wählenden den Namen derjenigen Person, die sie für geeignet halten, auf einen Zettel schreiben und in die Wahlurne werfen. Dies wirkte Gruppenbildungen entgegen und ermöglichte offene, von Ideologie losgelöste Problemlösung.
Abdu’l-Bahá warnte die Bauern, dass wenn sie ihre Mitarbeitenden nicht am Gewinn beteiligten, dies zu Frustrationen führe und die Menschen sich ihren Anteil am Gewinn mit Gewalt holten. Dies ist durch jüngste Entwicklungen in manchen Volkswirtschaften zu beobachten: Wenn größere Bevölkerungsschichten ökonomisch zurückfallen, führt dies zur Radikalisierung in der Gesellschaft.
Die Gemeinschaft legte großen Wert auf Erziehung und Ausbildung und führte in diesem Sinne systematische, schulische Lehrpläne ein. Das Curriculum umfasste Arabisch, Geographie, Geschichte, Mathematik und Naturwissenschaften. Auch wenn die Bauern persischstämmig waren, förderten sie den Arabischunterricht der Kinder, um sie besser in die Umgebung zu integrieren. Die religiöse Unterweisung in den Bahá’í-Schriften war auch Teil der Schulbildung, wobei man auf die Entwicklung geistiger Fähigkeiten fokussiert war inkl. des praktischen Umsetzens moralischer Werte im Alltagsleben. Es wurde darauf geachtet, dass die Kinder nicht in Bigotterie abglitten. Koedukation gab es nicht. Die schulische Erziehung fand zunächst zu Hause durch die Familie statt, später wurde eine kostenlose Schule mit Lehrern aus der Gemeinschaft und auswärtigen Lehrern eingerichtet. Sie ging von Klasse 1-9 und umfasste für die Interessierten auch weiterführende Klassen.
Zur Förderung des Wohlstandes ermutigte Abdu’l-Bahá die Bauern, den Aufbau aufrichtiger, geschäftlicher Beziehungen und ganz besonders rechtschaffenes Handeln. Er betonte die Bedeutung moralischer Werte im Alltag und Beruf für die Wohlstandsförderung und nahm dabei die Erkenntnis aus heutiger Zeit vorweg, dass die größten Umweltprobleme Egoismus und Apathie sind und nicht das Klima (Quelle). Im Rahmen der Erwachsenenbildung ermutigte man die Erwachsenen, auch neue Anbaumethoden zu erlernen, um die Landwirtschaft und den Fortschritt in der Agrarwirtschaft anzutreiben.

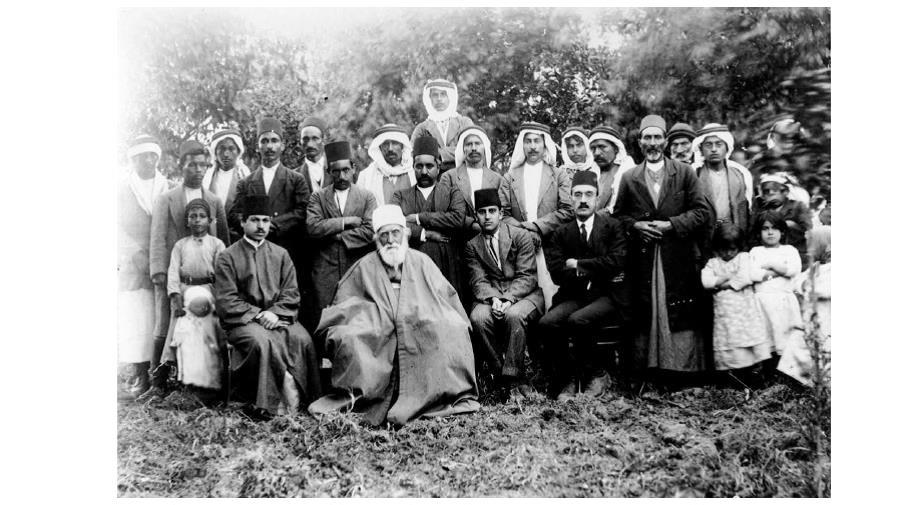
Abdu'l-Baha mit den Bahai in einem der Haine in Adasiyyah

Durch die Arabisch-israelischen Kriege und eine Bodenreform in Jordanien, die den Prinzipien Adasiyyas widersprach, konnten die Erfolge nicht mehr fortgesetzt werden. Viele der Bauern verließen das Land, kehrten nach Persien zurück und waren dort als Landwirte sehr erfolgreich durch das Know-how und die Erfahrung, die sie gesammelt hatten. Landwirtschaft gibt es heute in Adassiyyah und die Regierung in Jordanien unterstützt die Verbesserung und Instandhaltung der Anlagen, auch diejenigen, die die Bahai angelegt haben. Allerdings stellt dies wegen der schwierigen Beziehung mit den Nachbarn und der fehlenden Stabilität in der Region eine gewisse Herausforderung dar.

## Die Weiterführung landwirtschaftlicher Aktivitäten nach dem Weggang der Bahai
Die Erfolge von Adasiyya konnten durch externe Umstände nicht wie angedacht vor Ort weitergeführt werden. Arabisch-israelische Kriege isolierten die Bauern von ihren Märkten, Angriffe der israelischen Selbstverteidigungskräfte auf die Kanalanlagen, die die Bahá’í-Bauern begonnen hatten, und eine jordanische Landreform entgegen der bewährten Grundprinzipien Adasiyyas war für die Bauern unannehmbar. Viele verließen das Land und waren durch die erworbenen Fähigkeiten an ihrem neuen Lebensmittelpunkt, z. B. in Yazd in Iran, als Landwirte weiterhin sehr erfolgreich. Trotzdem wird heute die Landwirtschaft in Adasiyya fortgeführt und heute bemühen sich lokale Regierungen um Verbesserung und Instandhaltung der Bahá’í-Bewässerungsanlagen, was aufgrund der schwierigen internationalen Beziehungen eine Herausforderung darstellt.
Die „Lessons-Learned“ aus Adasiyyah übertrugen die Bahai-Institutionen, die die Weltgemeinde als eine lernende Organisation verstehen, in weitere soziale und wirtschaftliche Entwicklungsprogramme, die derzeit an verschiedenen Stellen in der Welt eingeführt werden. So gelang es ähnlich wie in Adasiyyah fachliche Kompetenzen mit selbstmotivierter Entwicklung geistiger und moralischer Fähigkeiten zu kombinieren, so dass auch andere Gemeinden sich aus ökonomisch nacheilenden Positionen nach vorne entwickelten und ihre wirtschaftliche Lage sowie ihre Lebensqualität verbessern. Diese Reproduzierbarkeit der Erfolge aus Adasiyyah ist u. a. aus Regionen wie Iran, Bolivien, Tansania und Honduras dokumentiert.
Charakteristisch für diese Programme ist die simultane Entwicklung der geistigen Fähigkeiten der Menschen zusätzlich zu technischen bzw. landwirtschaftlichen und ökonomischen Innovationen unter Berücksichtigung der Bedürfnisse der Natur und Umwelt. Der Fokus der Bahá’í auf Nachhaltigkeit ergibt sich daraus, dass sie von dem Gründer ihrer Religion, Bahá’u’lláh, aufgefordert sind, zu einer „ständig fortschreitenden Zivilisation“ beizutragen.

## Gründe für die Erfolge
In der Blütezeit lebten rund 1000 Menschen in Adasiyyah (Quelle). Ökonomisch war sicherlich der größte Erfolg die Beschaffung von Nahrungsmitteln im Umfang von (in damaligen lokalen Einheiten) 200 Kamelladungen, die eine Hungersnot abwandten (Quelle). Stellt man diese Ausbringungsmenge und die Wertsteigerung des Landes durch die Fruchtbarmachung den Anfangsinvestitionen gegenüber, so ergeben sich Amortisationsraten, die von erfolgreichen Startups oder auch Fonds bekannt sind (Quelle). In Adasiyyah gelang es einem Team von Zuwanderern trotz erheblicher Herausforderungen, wie das vorgefundenen rückständige landwirtschaftliche Umfeld und anspruchsvolle klimatische Bedingungen, die lokale Agrarproduktion erheblich zu steigern und eine drohende Hungersnot bei der einheimischen Bevölkerung zu verhindern. Als disruptives Innovationsprojekt etablierte diese Initiative nicht nur zahlreiche Innovationen in den lokalen und regionalen Märkten, sondern transformierte dauerhaft die Agrarpraktiken der Bauern hin zu nachhaltiger Landwirtschaft. Zudem förderte es bedeutende soziale Innovationen innerhalb der Gemeinschaft und in ihrem Umfeld.
Bedingt durch diese Resultate sehen manche die Adasiyya-Initiative als ein „extrem erfolgreiches Experiment“ an. Die erfolgreiche Wiedererschließung des Landes, die hohe Produktion, die erweitert um Zukäufe von anderen Landwirten in der Umgebung eine Hungersnot verhinderte, machten Adasiyyah zum „Vorzeigeort der Nation“ für erfolgreiche landwirtschaftliche Entwicklung. Wenn die jordanische Regierung den fortschrittlichen Stand des Landes bei Landwirtschaft vorführen wollte, lud sie die Gäste nach Adasiyyah ein. Auch der jordanische König besuchte den Ort.
Der ökologische Erfolg lag darin, dass diese massive Produktivitätssteigerung ohne Einsatz von industriellen Methoden (Monokultur, breiter Einsatz von Pestiziden und so weiter) möglich war. Auf der sozialen Seite war der größte Erfolg sicherlich der Aufbau einer nachhaltig funktionierenden Gemeinschaft, die sich um ihre Angelegenheiten in Selbstverwaltung kümmerte. Dies schließt auch die systematische Schulbildung der Jüngeren und die Kompetenzentwicklung der Älteren und Erwachsenen mit ein.
Aus heutiger Sicht ist ein Grund für diesen Erfolg das systematische Adressieren der erfolgskritischen Felder des Innovationsmanagements, wie sie aus modernen Innovations-Management-Frameworks bekannt sind, u. a. strategische Identifikation von Zielmärkten, enge Zusammenarbeit mit Kunden, wissenschaftlich fundierte Entwicklung der fachlichen Bildung und handwerklichen Fähigkeiten der Mitarbeiter. Dieses letztgenannte Humankapital wurde in Adassiyyah durch eigenmotivierten Erwerb von Bildung und eigenständigen Aufbau moralischer Fähigkeiten sehr viel intensiver entwickelt. Die Wirkung dieser Veredelung des Humankapitals ist aus der Entstehungszeit des Protestantismus bekannt und umfangreich untersucht. Damals schärfte Luther, dessen Suche nach Wahrheit zur Bereinigung der christlichen Lehre von späteren Zusätzen von Abdu'l-Bahá gewürdigt wird, seinen Anhängern immer wieder ein, dass sie selbst in der Lage sein müssen, die Bibel zu lesen. U.a. dies hat die ökonomische Entwicklung der Protestanten stark beflügelt. Ebenso hatte Adam Smith in seinen grundlegenden Werken auf die grundlegende Bedeutung moralischer Werte für eine gesunde Volkswirtschaft hingewiesen.

## Relevanz für heute
In Anbetracht dessen, dass Nahrungsmittelsicherheit sowohl ökologische als auch ökonomische und moralische Herausforderungen mit sich bringt, könnten die Lehren aus Adasiyyah wichtige Ansatzpunkte für Projekte zur gerechten Sicherstellung der Nahrungsmittelversorgung der Bevölkerung bieten. Dies gilt besonders in einem weltweit zunehmend klimatisch schwierigen Umfeld, das zu sich verschärfenden Ertragsproblemen in der Landwirtschaft und verstärkter Inflation der Lebensmittelpreise führt und bei dem konventionelle Ansätze der Förderung der Landwirtschaft zunehmend an ihre Grenzen kommen.
Einige dieser Trends sich nicht neu! So ist seit den 1970ern bekannt, dass sich mit steigender Industrialisierung in der Landwirtschaft das Verhältnis der eingesetzten Energiemenge zu der Energiemenge der produzierten Lebensmittel verschlechtert. Während beim Nassanbau von Reis in China eine Kilokalorie eingesetzte Energie 50 Kilokalorien liefert, ist dies bei der industriellen Landwirtschaft in den USA umgekehrt: dort liefern 20 eingesetzte Kalorien eine Kalorie in der Ernte, was sich u. a. in Höfesterben und aktuellen Bauernprotesten ausdrückt.
Der in Adasiyyah verfolgte Ansatz war systemisch. Er vereinte Ökonomie, Ökologie und Spiritualität: Im Einklang mit den Regeln der Natur, die materiellen Bedürfnisse der Menschen im Blick, ohne dabei die Entwicklung ihrer geistigen Fähigkeiten (von der Reinigung der Motivation in stillem täglichen Gebet bis hin zu kollektiver Beratung und Entscheidung) aus den Augen zu lassen(Quelle). Etliche ökologische und ökonomische Ansätze, die sich in Adasiyyah bewährt haben, finden sich in jüngsten Publikationen zur Durchführung ökologischer Initiativen zur Nahrungsmittelsicherheit: der Marburger Aktionsplan für zukunftsfeste Ernährungssysteme in Europa, die Website des Leibniz-Zentrums für Agrarlandschaftsforschung über die Neuerfindung der Landwirtschaft, die Studie der Boston Consulting Group und des NABU über regenerative Landwirtschaft sowie die der Robert Bosch Stiftung über lokale Agrarinitiativen.
Die Erfahrung aus Adasiyyah ist in einem Punkt bahnbrechend: Religion wirkt sich positiv auf die Innovationskraft der Gesellschaft und den Wohlstand aus, wenn sie selbständig und weltoffen gelebt wird, von dogmatischen Schranken befreit ist und sich mit Wissenschaft und praktischem Handeln verbindet. Wird Religion hingegen auf blindes Erfüllen von Riten vergangener Generationen reduziert, wirkt sie sich innovationshemmend aus. Diesen Sachverhalt hatte Abdu'l-Bahá bereits 1910 veröffentlicht und am Beispiel der jüdischen Geschichte gezeigt, wie
„wahre Religion Kultur und Würde, Wohlstand und Ansehen, Bildung und Fortschritt eines vormals elenden, unwissenden und versklavten Volkes fördert und wie der Gottesglauben, wenn er törichten, fanatischen Religionsführern in die Hände fällt, auf schlimme Art missbraucht wird, bis sich diese höchste Pracht in schwarzes Dunkel verwandelt.“
– Abdu'l-Baha: Das Geheimnis göttlicher Kultur, 1875
Aus heutiger Sicht kann die von ihm geleitete Initiative in Adasiyyah als ein erfolgreiches Proof of Concept für seine These angesehen werden. Später griff der iranische Religionshistoriker, Abu'l-Fadl Guypaygani, diese Frage in einer umfassenden historisch-exegetischen Untersuchung auf und zeigte dieses Muster für die drei großen Religionen im Orient, Judentum, Christentum, Islam, auf. Damit lieferte er den exegetischen Hintergrund zu den Arbeiten von Max Weber, der als Zeitgenosse von Adasiyyah auch einen Zusammenhang zwischen Religion und Wohlstand festgestellt hatte und von einer protestantischen Ethik sprach, die Wohlstand fördert und auf die der Kapitalismus aufbaut. Diese entgegengesetzte Wirkung der Religion auf Innovation und Wohlstand, je nachdem wie sie gelebt wird, bestätigen jüngere Studien der Universitäten Luzern, Leipzig und des Ifo-Instituts der Universität München ebenso wie Untersuchungen zum gesellschaftlichen Wandel durch das frühe Christentum aus Berlin, Princeton und Yale. Jüngere empirische Arbeiten zur Bildungsökonomik fassen diese Ergebnisse mit Hilfe der Theorie des Humankapitals zusammen.